# Pueblo Llano (municipalité)
Pour les articles homonymes, voir Pueblo Llano.
Pueblo Llano est l'une des vingt-trois municipalités de l'État de Mérida au Venezuela. Son chef-lieu est Pueblo Llano. En 2011, la population s'élève à 10 730 habitants.

## Géographie

### Subdivisions
Selon l'Institut national de statistique et contrairement à la plupart des municipalités du pays, la municipalité de Pueblo Llano ne comporte aucune paroisse civile.